# 青ヶ台城
青ヶ台城（あおがだいじょう）、または青ヶ台城山（あおがだいしろやま）・青ヶ城（あおがじょう）・金沢城（かねさわじょう）は、神奈川県横浜市金沢区釜利谷東4丁目にあったと伝わる日本の城。伝承では鎌倉幕府執権・北条氏の一門金沢流北条氏の居城ではないかとされている。

## 概要
現在、釜利谷東3丁目と4丁目を構成し、宮川の流れる谷の北側に位置する「青ヶ台」と呼ばれる標高約45メートルの丘陵上にあったとされる。青ヶ台は、その中央に宮川低地から北向きに一本の谷筋が入って東青ヶ台（釜利谷東3丁目）と西青ヶ台（釜利谷東4丁目）に分かれており、城跡があったのは西青ヶ台の方だという。
城跡の伝承を伝える典籍史料は『新編武蔵風土記稿』で、「旧蹟城山（中略）、古（いにしへ）金沢右馬助が居城の地なりと云。山上平かにしていかにも城塁など構へし所と見へたり」とする。
城主の「金沢右馬助」について同『風土記稿』は、笠置山の戦いを描いた『太平記』3巻で、元弘元年（1331年）9月20日に鎌倉を発向した幕府軍の大将として「金沢右馬助」=北条貞冬が見えることなどをあげ、城主として伝わるのは貞冬ではないかとする。さらに、北条顕時（金沢顕時）の息子で、1326年（嘉暦元年）に出家した北条貞顕（崇顕）も、初名を「右馬助」と名乗ったと伝わることなどをあげて、推論としてこの城は金沢流北条氏累代の居城ではないかとしている。

## 現在
現在青ヶ台の丘陵は、城跡推定地とされる西青ヶ台を阿王ヶ台団地に、東青ヶ台を金沢文庫コーポランドと呼ばれた住宅分譲地に開発されており、遺構や旧状は不明という。西青ヶ台には城跡推定地すぐ近くに青ヶ台貝塚（青ヶ台遺跡）という縄文貝塚があり、1967年（昭和42年）に団地の造成に伴って発掘調査されたが、そのとき城の遺構も見つかったという記録はない。
また西青ヶ台からはやや離れているが、東青ヶ台と地続きの稜線に位置する江戸時代の仏堂跡・景勝地の「能見堂跡」は、調査前に「山岳仏教的城塞寺院」跡である事が期待されたと言うが、1976年（昭和51年）の発掘調査の結果、その可能性は皆無とされた（江戸中期以後の、仏堂や景勝地に関係する遺構や遺物は見つかったという）。市の遺跡地図においても「破壊」とあり残存城跡はないと見られる。